# 多姆
多姆（法語：Domme，法語發音：[dɔm]）是法国多尔多涅省的一个市镇，位于该省东南部，属于萨拉拉卡内达区。

## 地理
多姆（44°48'8"N, 1°12'52"E）面积24.91 平方千米，位于法国新阿基坦大区多爾多涅省，该省份为法国西南部内陆省份，是法國本土面积第三大的省，大致对应佩里戈尔地区，北起顺时针与夏朗德省、上维埃纳省、科雷兹省、洛特省、洛特-加龙省、吉倫特省和滨海夏朗德省接壤。
与多姆接壤的市镇（或旧市镇、城区）包括：卡尔萨克-阿亚克、拉罗克加雅克、塞纳克和圣于连、格罗莱雅克、纳比拉、维特拉克。

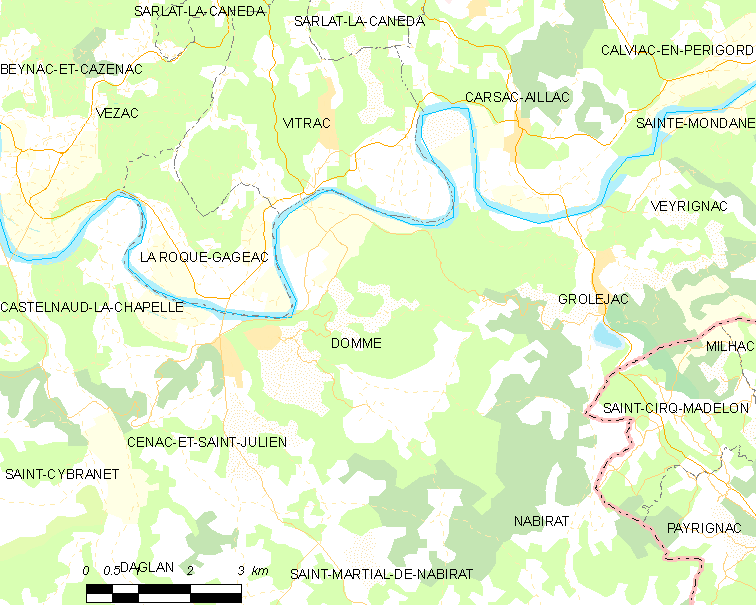
多姆的OSM定位图

多姆的时区为UTC+01:00、UTC+02:00（夏令时）。

## 行政
多姆的邮政编码为24250，INSEE市镇编码为24152。

## 政治
多姆所属的省级选区为多尔多涅河谷县。

## 人口

1962-2008年间多姆人口变化图示

多姆于2022年1月1日时的人口数量为901人。